# Ilocos Sur

Ilocos Sur

Ilocos Sur – prowincja na Filipinach, położona w północno-zachodniej części wyspy Luzon. Od zachodu granicę wyznacza Morze Południowochińskie, od północy prowincje Ilocos Norte i Abra, od wschodu prowincje Mountain Province, Ifugao, Benguet, od południa prowincja La Union. Powierzchnia: 2596 km². Liczba ludności: 632 255 mieszkańców (2007). Gęstość zaludnienia wynosi 243,5 mieszk./km². Stolicą prowincji jest Vigan City.